# モングラッサーノ
モングラッサーノ（イタリア語: Mongrassano）は、イタリア共和国カラブリア州コゼンツァ県にある、人口約1,600人の基礎自治体（コムーネ）。

## 地理

### 位置・広がり

#### 隣接コムーネ
隣接するコムーネは以下の通り。
- アックアッペーザ
- ビジニャーノ
- チェルヴィカーティ
- チェルツェート
- ファニャーノ・カステッロ
- フスカルド
- グアルディア・ピエモンテーゼ
- サン・マルコ・アルジェンターノ